# 마거리트 히긴스
마거리트 히긴스(영어: Marguerite Higgins, 1922년 9월 3일 ~ 1969년 1월 3일)는 미국의 사진 기자이다. 제2차 세계 대전과 6.25 전쟁 시기에 종군 기자로 활동한 것으로 유명하다.

## 6.25 전쟁
뉴욕 헤럴드 트리뷴 소속 종군기자로 1950년 6.25 전쟁 개전 초기부터 12월까지 대략 6개월간 취재 활동을 하였고 1951년 1월 미국으로 귀국하였다. 귀국 후 6개월간의 취재활동을 바탕으로 1951년 1월 'War in Korea'라는 책을 출간하였고 베스트셀러가 되었다.

## 잘못 알려진 사실

### '귀신 잡는 해병대' 애칭 명명설
1990년대 후반부터 마거리트 히긴스 기자가 작성한 '통영 상륙 작전' 보도 기사에 "They might capture even the devil.(한국 해병대는 악마 조차도 잡을 정도였다.)" 혹은 "Ghost-Catching Marines" 표현이 존재하였고 이 표현으로부터 '귀신 잡는 해병대' 애칭이 유래되었다는 설이 해병대 관련 서적과 언론 기사 등에 반복적으로 인용되기 시작하여 그 결과 정설처럼 받아들여지게 되었다.
그러나 2024년 해병대사령부 소속 해병대 군사연구소가 뉴욕 헤럴드 트리뷴 기사원문 전수조사를 실시하였고 조사 결과 마거리트 히긴스 기자가 작성한 뉴욕 헤럴드 트리뷴 기사 중에서 "They might capture even the devil." 혹은 "Ghost-Catching Marines"라는 표현이 들어간 기사는 존재하지 않는 것으로 밝혀져 '귀신 잡는 해병대' 애칭의 마거리트 히긴스 기사 유래설은 완전히 낭설로 판명되었다. 또한 이와 더불어 마거리트 히긴스 기자는 통영 상륙 작전과 관련된 일반적인 전황 보도 기사 및 대한민국 해병대와 관련된 어떠한 기사도 작성하지 않은 것으로 밝혀졌다.
뉴욕 헤럴드 트리뷴 기사원문 전수조사 결과에 따라 해병대에서도 공식 블로그, 페이스북 등 SNS 콘텐츠에서 '귀신 잡는 해병대' 애칭의 마거리트 히긴스 기사 유래설을 2024년 7월 삭제하였으며(정정 전 => 정정 후) 통영시가 관리 주체인 해병대 통영상륙작전 기념관도 2024년 6월 마거리트 히긴스 관련 전시물 철거를 완료하였다.
그 외 마거리트 히긴스 기사 유래설이 포함된 SNS 콘텐츠를 게시하였던 해군, 국방부(국방홍보원, 전쟁기념관 등 포함), 국가보훈부, 외교부, 인사혁신처, 한국우편사업진흥원, 경상남도, 통영시, 창원시, 평택시 등 지방자치단체 포함 정부기관들이 관련 SNS 콘텐츠를 2024년 6월과 7월에 걸쳐 비공개 혹은 정정 작업을 완료하였다.

### 퓰리처상 수상작
국내에서는 6.25 전쟁 6개월간의 취재기를 종합하여 1951년 발간한 비망록 'War in Korea'를 통해 퓰리처상을 수상한 것으로 알려졌으나 실제로는 인천 상륙작전을 을 취재하여 뉴욕 헤럴드 트리뷴 9월 18일자에 게제된 기사를 기사를 통해 퓰리처상을 수상하였다.

### 6.25 전쟁 취재 기간
6.25 전쟁 종군기자의 아이콘이기 때문에 6.25 전쟁 전 과정을 취재한 것으로 잘못 알고 있는 경우가 많지만 마거리트 히긴스는 개전 초기인 6월 27일 한국에 들어와 대략 6개월간 취재 후 1951년 1월 미국으로 귀국하였다.

## 수상
- 퓰리처상: 한국 전쟁에서 종군 기자로 활약하면서 여성 최초로 퓰리처상을 수상하였다. (1951년)
- 수교훈장 흥인장: (2010년 9월 2일)

## 대중 문화
- 영화 장사리: 잊혀진 영웅들에서 메간 폭스가 연기한 "매기"라는 캐릭터는 이렇게 실제로 한국 전쟁 당시 활동했던 미국의 여성 종군기자들인 마거리트 히긴스와 마거릿 버크화이트를 참고해서 만든 캐릭터이다.[4]

## 같이 보기
- 종군 기자
- 장사리 9.15

## 참고 자료
- War in Korea 전자책